# Відра (Вранча)
Відра (рум. Vidra) — село у повіті Вранча в Румунії. Входить до складу комуни Відра.
Село розташоване на відстані 175 км на північ від Бухареста, 32 км на північний захід від Фокшан, 148 км на південь від Ясс, 103 км на північний захід від Галаца, 103 км на схід від Брашова.

## Населення
За даними перепису населення 2002 року у селі проживали 1756 осіб. Усі жителі села рідною мовою назвали румунську.
Національний склад населення села:
| Національність | Кількість осіб | Відсоток |
| -------------- | -------------- | -------- |
| румуни         | 1749           | 99,6%    |
| цигани         | 5              | 0,3%     |